# Владімір (комуна)
Владімір (рум. Vladimir) — комуна у повіті Горж в Румунії. До складу комуни входять такі села (дані про населення за 2002 рік):
- Андреєшть (1171 особа) — адміністративний центр комуни
- Валя-Дешулуй (514 осіб)
- Владімір (974 особи)
- Фрасін (822 особи)

Комуна розташована на відстані 205 км на захід від Бухареста, 34 км на південний схід від Тиргу-Жіу, 55 км на північ від Крайови.

## Населення
За даними перепису населення 2002 року у комуні проживала 3481 особа.
Національний склад населення комуни:
| Національність | Кількість осіб | Відсоток |
| -------------- | -------------- | -------- |
| румуни         | 3480           | > 99,9%  |
| чехи           | 1              | < 0,1%   |

Рідною мовою назвали:
| Мова      | Кількість осіб | Відсоток |
| --------- | -------------- | -------- |
| румунська | 3480           | > 99,9%  |
| чеська    | 1              | < 0,1%   |

Склад населення комуни за віросповіданням:
| Релігія       | Кількість осіб | Відсоток |
| ------------- | -------------- | -------- |
| православні   | 3469           | 99,7%    |
| баптисти      | 10             | 0,3%     |
| римо-католики | 2              | 0,1%     |